# Renata Strašek
Renata Strašek (ur. 8 kwietnia 1972 w Celje) – słoweńska lekkoatletka, która specjalizowała się w rzucie oszczepem.
W 1995 zajęła 9. miejsce w mistrzostwach świata, które odbywały się w szwedzkim Göteborgu. Uczestniczka igrzysk olimpijskich w Atlancie (1996) - z wynikiem 57,04 nie udało jej się zakwalifikować do finału. Brązowa medalistka igrzysk śródziemnomorskich w roku 1993. Mistrzyni Słowenii w 1992, 1995 oraz 1996. Rekord życiowy: 64,68 (1995).